# Ignazio Guidi
Ignazio Guidi (1844-1935) fue un orientalista italiano.

## Biografía
Nació el 31 de julio de 1844 en Roma. Guidi, que contribuyó a los estudios etíopes, fue autor de títulos relacionados con esta materia como Fetḥa Nagast‘ o ‚Legislazione dei Re‘ codice ecclesiastico e civile di Abissinia, Storia della letteratura etiopica (1932) y Le odierne letterature dell' Impero Etiopic (1933), entre otros. También fue autor de otras obras como L'Arabie antéislamique (1921). Falleció el 18 de abril de 1935. Fue senador.